# Грант, Джеймс Огастес
Джеймс Огастес Грант (англ. James Augustus Grant, 11 апреля 1827 — 11 февраля 1892) — шотландский исследователь восточной экваториальной Африки.

## Биография
Джеймс Грант родился в 1827 году в Нэрне. В 1846 году вступил в Индийскую армию, участвовал во второй англо-сикхской войне и подавлении восстания сипаев, был ранен во время снятия осады Лакхнау. В 1858 году вернулся в Великобританию.
В 1860 году присоединился к Джону Спику в его экспедиции по поискам истоков Нила. В декабре 1861 года Грант был вынужден остаться на западном берегу озера Виктория, став одним из первых европейцев, заболевших язвой Бурули. В мае 1862 года он вновь присоединился к Спику, задержавшемуся в резиденции короля Буганды. Оттуда Грант двинулся на северо-запад, а Спик — на восток; затем две группы вновь объединились и вместе спустились по Нилу. В 1864 году Грант опубликовал дополнение к отчёту Спика под названием «A Walk across Africa». За свои исследования в 1864 году Грант получил Медаль покровителей Королевского географического общества, а в 1866 году стал кавалером Ордена Бани.
В 1868 году Грант служил в разведывательном департаменте во время англо-эфиопской войны, за участие в которой стал кавалером Ордена Звезды Индии. В конце войны Грант вышел в отставку в звании подполковника.
В честь Джеймса Гранта назван один из видов газелей — газель Гранта.